# Шехзаде Селім (син Мехмеда ІІІ)
Шехзаде́ Селім (тур. Şehzade Selim; 1585, Стамбул — 20 квітня 1597, там же) — старший син султана Мехмеда III.

## Біографія
Народився в 1585 р. в Стамбулі в сім'ї шехзаде Мехмеда. На той момент Османською імперією правив дід Селіма — Мурад III. Хто був його матір'ю, достовірно невідомо: так, низка істориків називає матір'ю Селіма Хандан-султан; однак Хандан, що потрапила в гарем у другій половині 1583 р., стала наложницею султана тільки 1589 року. 
У 1595 р. помер султан Мурад III, і батько Селіма зійшов на трон. Оскільки шехзаде був старшим сином султана, він був оголошений спадкоємцем престолу. Селім помер від скарлатини 20 квітня 1597 року у Стамбулі. Похований поруч із прадідом султаном Селімом II у мечеті Ая-Софія. 